# نیکلاس پاتریک کارتر
نیکلاس پاتریک کارتر (انگلیسی: Nick Carter؛ زادهٔ ۱۱ فوریهٔ ۱۹۵۹) فرمانده نظامی اهل بریتانیا است. وی همچنین برندهٔ جوایزی همچون نشان حمام و نشان امپراتوری بریتانیا شده‌است.